# Richtstätten in Salzburg
Es gab im Verlauf der Jahrhunderte mehrere Richtstätten im Gebiet der Stadt Salzburg.

## Die Richtstätte beim Galgentor vor der Linzergasse
Die älteste Richtstätte der Stadt Salzburg wird schon im 14. Jahrhundert vor dem Linzer Tor urkundlich erwähnt. Drei Kreuze an der Schallmooser Hauptstraße erinnern bis heute an die alte Richtstätte vor diesem Tor, das auch Galgentor und Sebastianstor genannt und 1894 abgerissen wurde. Die Richtstätte lag etwa 100 m stadteinwärts der drei Kreuze. Wolf Dietrich von Raitenau ließ als aufgeklärter Fürst die mittelalterliche Richtstätte mit den am Galgen vermodernden Leichen an der viel befahrenen Linzerstraße, die ihm hier ein Ärgernis war, an einen sehr abgelegenen Ort nach Gneis übersiedeln.

## Die Richtstätte in Gneis
Die ehemalige Richtstätte mit dem nächstgelegenen Freimannhaus (Freimann = Scharfrichter) bestand zwischen 1599 und 1817 (letzte Hinrichtung mit dem Schwert). Sie lag bzw. liegt abseits der alten Berchtesgadener Straße und weit außerhalb der Stadt und des Stadtrechtes am Totenweg (heute Neukommgasse – Georg-Nikolaus-von-Nissen-Straße – Moosbruckerweg). Die neue Richtstätte bestand aus einem Galgen, einem Arme-Sünder-Kreuz für das letzte Gebet des Verurteilten und der Köpfstätte. Sowohl der Galgen (historisch Galling genannt) als auch die Köpfstätte (historisch Kopfstätte) befanden sich auf einem etwa drei Meter hohen, gemauerten und begehbaren Podest. Zu dieser Richtstätte gehörte ab etwa 1700 auch der Arme-Sünder-Friedhof, der ebenfalls an der Neukommgasse unweit des heutigen Salzburger Kommunalfriedhofs lag. Dort befindet sich heute ein Bestattungsunternehmen. 
Das Scharfrichterhaus  (Freymann-Behausung) befand sich samt der Richtstätte bis nach 1790 im Eigentum des Fürsterzbistums. Das in der Bausubstanz zumindest in die Zeit um 1700 zurückreichende Gebäude an der Neukommgasse ist bis heute erhalten; es ist das alte Bauernhaus des Martinbauern und damit das echte Henkerhäusel. (Fälschlicherweise wird oft das sogenannte Krautwächterhaus auf dem Krauthügel südlich der Festung Hohensalzburg als dieses bezeichnet.) Dieses Haus samt dem umgebenden kulturhistorisch bedeutsamen Grünraum zählt zu den wichtigen und unbedingt erhaltenswerten Baudenkmälern der Stadt. Das Bauwerk wird derzeit nicht genutzt und droht zu verfallen.
Der einstige Galgenwirt (nun Hotel und Gasthof Hölle beim Kommunalfriedhof) erinnert ebenfalls an die alte Richtstätte. Der ursprüngliche Galgenwirt lag allerdings östlich des Obelisken im Kern-Park vor dem Kommunalfriedhof, er musste beim Bau des Friedhofes übersiedeln, da ein „Galgenwirt“ direkt vor dem Eingang zum Friedhof unerwünscht war.

## Weitere Richtstätten
Der Soldatengalgen befand sich in fürsterzbischöflicher Zeit vor der Alten Türnitz nördlich der Staatsbrücke im Raum des heutigen Hanuschplatzes (in der historischen Altstadt). Im 18. Jahrhundert wurden die Hinrichtungen von Soldaten am Soldatengalgen vor dem Linzertor vorgenommen. Einige wenige Personen wurden im Raum südlich der „Scharte“ zwischen Mönchsberg und dem Festungsberg – also in der Nähe des  Krautwächterhauses – hingerichtet.